# رالف أكوستا
رالف أكوستا (بالإنجليزية: Ralph Acosta)‏ هو سياسي أمريكي، ولد في 28 سبتمبر 1934 في الولايات المتحدة. حزبياً، نشط في الحزب الديمقراطي. وقد انتخب عضو مجلس نواب بنسيلفانيا.